# 둘리의 배낭여행
둘리와 배낭여행은 아기공룡 둘리를 원작으로 한 비디오 애니메이션 시리즈이다. 1997년 11월에 EBS나 VHS 비디오테이프로 출시되었다. 

## 등장인물
- 둘리
- 또치
- 도우너
- 마이콜
- 희동이
- 고길동
- 2인조 도둑
- 에코
- 아프리카 원주민 족장
- 마녀
- 몬스터
- 악마
- 삐에로

## 방영 에피소드
1. 미국편
2. 아프리카편
3. 유럽편
4. 학습편
5. 매직랜드편
6. 원더랜드편
7. 해피랜드편

## 시리즈 개요
| 색      | 넘버링 | 본편     |  |
| ------- | ------ | -------- |  |
| #FF0000 | 1      | 미국     |  |
| #ffa500 | 2      | 아프리카 |  |
| #ffff00 | 3      | 유럽     |  |
| #008000 | 4      | 학습편   |  |
| #0000ff | 5      | 매직랜드 |  |
| #000080 | 6      | 원더랜드 |  |
| #9400d3 | 7      | 해피랜드 |  |